# 捜狐
捜狐（そうこ、簡: 搜狐）は、中国の代表的なポータルサイトを制作するインターネット関連企業である。北京海淀区中関村に本社を置く。
捜狐網のアレクサランキングの順位は2020年12月12日現在の時点で、世界7位、中国国内4位となっている。

## 概要
1995年、マサチューセッツ工科大学を卒業した張朝陽（現CEO）が中国に帰国後に設立。1998年に独自のサーチエンジンを開発し、ポータルサイト「捜狐」をオープン。2000年に米ナスダックに上場を果たす。2006年に捜狗ピン音入力方法を提供開始。
2007年、金庸の武侠小説をゲーム化した「天龍八部」を自社開発。2013年には捜狗百科を開始。

## 事業
捜狐の業務は主に、メディア事業、動画事業、サーチエンジン事業、ゲーム事業の4分野に分かれている。
- 捜狐網（搜狐网）：ポータルサイトの運営
- 捜狗：検索サービス
- 捜狐新聞：ニュースサイト
- Sohu TV（搜狐视频）：動画サイト
- 捜狐コミュニティー（搜狐社区）：オンラインコミュニティー
- 17173：オンラインゲームサイト
- 暢遊（畅游）：オンラインゲームサイト